# Juraj Škarpa
Juraj Škarpa (Stari Grad na Hvaru, 29. studenog 1881. – Zagreb, 31. prosinca 1952.) bio je hrvatski kipar.

## Životopis

### Obrazovanje
Juraj Škarpa je počeo kao izučeni drvodjelja. Osim zanatskih zadataka, već od malih nogu privlačila ga je skulptura, napose oblikovanje životinjskih i ljudskih figura. Tijekom službe u ratnoj mornarici izrađuje naivističku, ali vrlo efektnu drvenu skulpturu sv. Jurja, koja je privukla pozornost austrijskog ministra Leona Rittera von Bilinskog, koji se slučajno zatekao na brodu Split na kojem je Škarpa službovao. On je mladom Škarpi savjetovao da se upiše na umjetničku školu u Splitu, a isto to mu je kasnije, u svojem novinskom tekstu javno savjetovao i sam Emanuel Vidović. Škarpa prihvaća izazov i tu dvogodišnju umjetničku školu, koju je zajedno s Franom Cotom (s kojim je 1924. sudjelovao na Olimpijskim igrama) pohađao u Peruzzijevoj klasi, završava 5. srpnja 1913. Već prije dovršetka Škarpina naukovanja iz Beča u Split 1912. dolazi referent ministarstva prosvjete Müller, koji uz posredovanje zastupnika u carevinskom vijeću Starograđanina Jurja Bjankinija, Škarpi nudi nastavak studija u Beču, što mladi umjetnik oduševljeno prihvaća.
Premda je u Beču tijekom prve godine studija 1913. – 1914. imao i neugodnih iskustava, uskoro su profesori prestali korigirati njegove radove, što je svakako bio znak da su ih smatrali zadovoljavajućim. Iako je u to vrijeme radio u duhu klasičnog akademizma, uz tek uzgredne secesijske stilizacije koje su ono to doba bile u modi, već tada se kod Škarpe javljaju i prve naznake ekspresionističkih “deformacija” toliko tipičnih za cijeli njegov zreli kiparski opus. Škarpini bečki dani u početku su protjecali u materijalnoj oskudici, no kada je dobio redovitu potporu Ministarstva prosvjete i dodatnu stipendiju za siromašne studente Hrvatskog potpornog društva, studij počinje doživljavati kao idilu. Na kraju školske godine 1914. profesor Breitner ga zove da preko ljeta ostane u Beču i honorarno radi kod njegova kolege, no Škarpa, koji se zaželio hvarskoga zraka i domaće hrane to odbija i vraća se u zavičaj.
Već sljedeće jutro po njegovu dolasku kući, Stari Grad je osvanuo oblijepljen pozivima za mobilizaciju, te kipar mora otići u Pulu gdje će sljedeće tri godine istovarivati ugljen za ratne brodove. U ožujku 1917. premješten je u Mornarsku časničku školu u Beču, što mu je u prvi mah dalo nadu u okončanje njegovih ratnih stradanja. No došavši u Beč, prijestolnicu zatječe na rubu gladi i očaja. Ipak, bivša gazdarica ga je razveselila pismom Ministarstva prosvjete koje mu je odobrilo stipendiju i za sljedeću godinu. Škarpa tada posjećuje svojeg profesora Breitnera, koji mu je predložio da se, čim bude razvojačen, vrati na Akademiju, uzviknuvši pritom: “Stvarat ćemo čuda!” Škarpa se u baraci u kojoj je službeno trebao popravljati sanduke latio kiparskog alata kojeg mu je sačuvala gazdarica, i tada nastaju prva njegova izvorna djela: Stidljivost, Ribar i Radnik, koja nažalost nisu sačuvana, ali nam njihove fotografije jasno navješćuju uzlet Škarpina neospornog kiparskog talenta.
Po svršetku rata, umjesto da nastavi studij u Beču, Škarpa se vraća u Zagreb čiji je kulturni život u to doba, usprkos naporu nekolicine istaknutih pojedinaca, balansirao između malograđanštine i krajnjeg primitivizma. Škarpa se tome nije nadao, pa je, kada je shvatio kakvu je grješku učinio, ogorčeno zapisao je da je žrtvovao bečku stipendiju da bi došao u domovinu, a tu ga je dočekao očaj. U Zagrebu mu je ipak priznato školovanje na Kunstgewerbeschule, ali je s punih 38 godina ponovno morao sjesti u školske klupe i krenuti iz početka. Hranio se u javnim kuhinjama, prijateljevao sa slikarom iz rodnoga Staroga Grada Jurjem Plančićem s kojim je, kako je zapisao, više razgovarao o dobrom ručku, nego o umjetnosti, i u 39. godini, 18. srpnja 1920. napokon je diplomirao, te na preporuku svojeg profesora Roberta Frangeša Mihanovića u tvornici Samoborka dobiva posao na korekciji uvoznih nadgrobnih spomenika, te tu upoznaje Mariju Prebeg koju će oženiti 1923.
1924. je godine sudjelovao na Olimpijskim igrama u Parizu. Sudjelovao je u umjetničkim natjecanjima, kategorija "mješovito kiparstvo". Zajedno s njime natjecao se je njegov školski kolega Frane Cota. Škarpa je predstavio svoj rad Hrvač, a Frane Cota Trkača i Bacanje kamena.

### Prva stvaralačka faza (od 1921. do 1924. godine)
Malo tko je za Škarpu znao prije njegove prve samostalne izložbe kod Ullricha, početkom 1921. Izloženi radovi ocijenjeni su uglavnom pozitivno i od publike, i od kritike, koja međutim nije znala prepoznati za naše podneblje novu, ekspresionističku komponentu prisutnu u neanatomskim izobličenjima, naglašenim gestama i grubim fizionomijama Škarpinih skulptura. Nespremni i neinformirani kritičari te su odrednice shvatili kao nespretnosti tj. pomanjkanje akademske naobrazbe, što je, obzirom na širinu i kvalitetu Škarpine formalne naobrazbe svakako tragično. Tada u nas naime nije bio poznat opus Ernesta Barlacha koji je Škarpinu ekspresionizmu svakako bio najbliži, ne samo po načinu prikazivanja vanjskih manifestacija unutrašnjih nemira, već i po primjeni čitavoga arsenala gesti.
Kritika je ipak ispravno prepoznala Škarpina najkvalitetnija djela: Stidljivost, Ranjenicu i Nakon grijeha, ali nije shvatila vrijednost radova poput Nesvijesti i histerije, za koje doduše točno ocijenila da čovjeka prikazuje u poživotinjenom stanju, no ne shvaćajući što je kipar time zapravo htio reći. 
Stoga je nakon izložbe i sam Škarpa konstatirao: “Ljudi me nisu razumjeli.”
Sljedeće, 1922. njegov profesor Frangeš Mihanović Škarpu preporučuje Ivanu Meštroviću za pomoć u izvedbi Mauzoleja obitelji Račić u Cavtatu. Meštrović je bio jako zadovoljan Škarpinim radom i dva puta mu je ponudio da preuzme nadzor nad radovima, no Škarpa je to, iz obzira prema drugim kiparima na gradilištu, oba puta odbio. I umjesto da rad na Mauzoleju Škarpu lansira na vrh naše likovne scene, uskoro se dogodilo upravo suprotno: nakon što se porječkao s Meštrovićem kojem je predbacio da nepravedno protežira talijanske izvođače radova na račun domaćih, počinje njegova umjetnička golgota koja je potrajala puna tri desetljeća, sve do kraja njegova života.

### Druga stvaralačka faza (od 1925. do 1932. godine)
Drugu Škarpinu kreativnu fazu karakterizira dostizanje pune kiparske zrelosti, verificirano prigodom njegove druge samostalne izložbe 1925. kod Ullricha od svih naših značajnijih likovnih kritika. Franjo Dedak tako Škarpu naziva psihologom i pjesnikom, pronicljivom poznavatelju ljudskih duhovnih stanja, a Isidor Kršnjavi ističe djela Sramežljivost i Salomu, pozivajući domaću javnost da podrži kipara, kupujući njegova djela. Milutin Cihlar Nehajev pak hvali originalnost Škarpina talenta i opaža njegovu izvornost, daleko od Meštrovićeva utjecaja, što je, kako je istakao, „mnogo i za umjetnika zrelije dobi.“
Djela iz ovog perioda odaju snažne ekspresionističke odlike kombinirane s apstrahizirajućim tendencijama izraženim osobito na licima figura, čemu Škarpa ponekad pridodaje i secesijske dekorativne elemente, koji su osobito došli do izražaja u Svetom Jerolimu iz 1926. 
Izložba kod Ullricha je imala i značajan financijski odjek, pa kipar ubrzava radove na svojoj kući i atelieru. 
Ipak, Meštrovićeve spletke uskoro su ga učinile gotovo posve izoliranim i on gorko primjećuje da ga više nitko ne poziva na skupne izložbe. U svojem dnevniku o Meštroviću je zapisao: „Kroz cio život sam bio na oku tog čovjeka. Gdje je mogao zlo mi je napravio, ali jako taktički. Mnogo sam mislio na to kako uvrijedivši Meštrovića zbog njegovih Talijana, samom sebi nanio sam zlo.“

### Treća stvaralačka faza (od 1932. do 1941. godine)
Treća Škarpina stvaralačka faza počinje njegovom trećom izložbom kod Ullricha, 1932. godine, koja je, s obzirom na to da su na njoj bila izložena i neka ranija djela, poprimila karakter svojevrsne retrospektive. I tu izložbu prate mnogi pozitivni kritički osvrti u tisku, no financijski efekt je ovoga puta, vjerojatno zbog velike svjetske gospodarske krize - izostao. Josip Bobek, još uvijek ne shvaćajući Škarpin ekspresionizam, kiparu zamjera „naivnost“ i „bizarna iščašenja“, no ipak konstatira da je većina njegovih radova „neobično ubjedljiva“. A. R. Budvanski je svakako bio bliže istini kada je zapazio da Škarpini radovi doduše ne pokazuju anatomsku točnost, no da je to posljedica ekspresivnog izraza, što je kod pravog umjetnika ipak najvažnije. Mato Hanžeković Škarpi daje prednost nad Meštrovićem, osobito u oblikovanju figure Krista. Hanžeković zaključuje da je Škarpa naš jedini kipar toga doba čija osobnost nije pretrpjela većih utjecaja.
Onemogućen od Meštrovića u javnim narudžbama, Škarpa počinje raditi za Crkvu. Godine 1932. nastaje njegovo Raspeće postavljeno 1935. u Đakovačkoj katedrali, a 1937. počinje rad na ciklusu monumentalnih reljefa za kartuzijanski samostan u Pleterju. Zbog dimenzija naručenih djela ta je izvedba postala pravi pothvat, pa je Škarpa reljefe morao izvoditi na licu mjesta. Likovi su dani u klasicizirajućim crtama, s manje detalja, i s mjestimičnim antikizirajućim uplivima, te stoga svojim eklekticizmom formi predstavljaju svojevrsnu iznimku u umjetnikovu ekspresionističkom opusu.
Godine 1940. Škarpa doživljava još jedan udarac. Nakon što je predstojnik financija Savske banovine dr. Vinko Franulić za svoj kabinet otkupio Škarpinu bistu Smijeh, Ivan Meštrović i Ljubo Babić žestoko su se okomili na ravnatelja Moderne galerije Antuna Jiroušeka koji je posredovao pri toj kupnji, što je svakako bio negativan znak za sve ona koji su htjeli privatno ili javno otkupljivati Škarpina djela. Sjećajući se tog događaja, Škarpa je zapisao: „Ostalo mi je samo kajanje, kajanje da sam ostao u domovini.“
Da je Škarpa u svojem kajanju nije pogriješio, pokazao je i događaj iz 1941., kada je zajedno s još 90 umjetnika izlagao na Prvoj izložbi hrvatskih umjetnika u Zagrebu, na kojoj jedino njemu nije bio otkupljen niti jedan rad.

### Četvrta stvaralačka faza (od 1941. do 1945. godine)
Škarpina umjetnička golgota se, tipično za njegov po mnogočemu atipičan stvaralački i životni put, tijekom Drugog svjetskog rata privremeno smiruje. Premda je obzirom na njegov ekspresionistički likovni izraz (koji je u njemačkom Trećem Reichu, kojem je tzv. Nezavisna Država Hrvatska bila saveznik bio proskribiran i proglašen izopačenom i/ili degeneriranom umjetnošću) bilo za očekivati da Škarpa i službeno dospije na crnu listu nepoćudnih umjetnika, to se nije dogodilo. Štoviše, njegova umjetnost, dijametralno suprotna nacističkom i fašističkom kultu atletskoga tijela doživjela je stanovitu revalorizaciju i službeno prihvaćanje, što dokazuje jasan kulturni otklon vlasti NDH od ideološke doktrine naci-fašizma.
Stoga i sam umjetnik bez bojazni stvara svoja nova ekspresionistička djela među kojima se osobito ističu ratnim stradanjima inspirirana Majka brani dijete, te Kćer i mrtva majka, oba iz 1942.

### Kraj kiparskog djelovanja i smrt
Nažalost, nakon Drugog svjetskog rata, Škarpa zbog svojeg predratnog angažmana na crkvenim narudžbama ponovo postaje nepoćudan. Najbolji dokaz tome je činjenica da je odluka da spomenik palom borcu u njegovu rodnom Starome Gradu izvede Škarpa ubrzo poništena te odmah potom dodijeljena Kosti Angeliju Radovaniju, koji u svojem curriculumu nije imao sakralna ostvarenja. Iz današnje perspektive nam je jasno koliko je ova odluka tadašnjih lokalnih komunističkih čelnika bila štetna, jer se Radovanijevo soc-realističko ostvarenje ni nakon šezdeset godina nije uklopilo u pitomi hvarski agrarni ambijent, i jer je to bio posljednji udarac koji je, s obzirom na to da je došao od njegovih sumještana, Škarpu toliko pogodio da ga je ubrzo nakon primitka te vijesti udarila kap od čijih je posljedica sedam mjeseci kasnije umro.